# Россавил

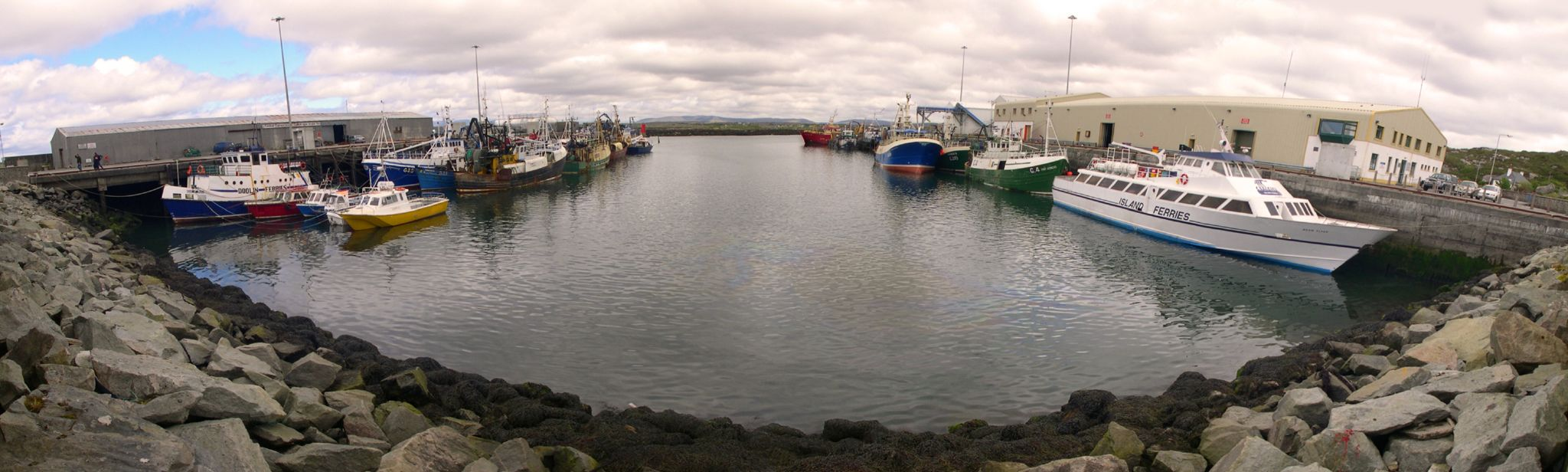

Россавил (англ. Rossaveal; Rossaveel ; ирл. Ros an Mhíl) — деревня в Ирландии, находится в графстве Голуэй (провинция Коннахт). Является частью Гэлтахта.